# Karl Jirkovsky
Karl Jirkovsky (* 11. Juli 1946 in Donnerskirchen; † 26. März 2021 in Wien) war ein österreichischer Journalist.

## Beruflicher Werdegang
Nach seinem Deutsch- und Geschichte-Lehramts- und Doktoratsstudium an der Universität Wien arbeitete er ab 1969 als Freier Mitarbeiter im aktuellen Dienst des Landesstudios Burgenland und als Burgenlandkorrespondent der Kleinen Zeitung. Von 1972 bis 1975 war er fixer Mitarbeiter im Landesstudio Burgenland, dann wurde er Moderator und Regisseur der Ö1-Journale.
Von 1989 bis 1997 war Jirkovsky mit dem Aufbau einer Reportergruppe beschäftigt und deren Leiter. Er war federführend bei der Berichterstattung über den Absturz der „Lauda Air“ in Thailand und reüssierte als  Krisen- und Kriegsreporter unter anderem im Bosnienkrieg. Im Rahmen seiner Tätigkeit als Kriegsberichterstatter von 1991 bis 1996 engagierte er sich für die Hilfsaktion Nachbar in Not und initiierte und organisierte Hilfslieferungen. Er war führend in der Briefbomben-Berichterstattung, bei Nationalsozialismus- und Wirtschaftsprozessen und vertrat als  Betriebsrat über Jahre die Interessen der ORF-Mitarbeiterinnen und -Mitarbeiter. Von 1998 bis 2000 baute er die Chronikredaktion des ORF-Radios in Wien auf, danach begab er sich in den Ruhestand. 2002 war Jirkovsky Mitbegründer der Österreich-Jamaika-Vereinigung und war zuletzt deren Vizepräsident.

## Privatleben
Karl Jirkovsky war ein leidenschaftlicher Golfspieler und ein ausgewiesener Weinkenner. Von dem Weingut Liegenfeld wurde eine Sonderedition Grüner Veltliner „Zum Andenken an Charly Jirkovsky sein Lieblingswein vom eigenen Weingarten“ herausgebracht.
Karl Jirkovsky war verheiratet und Vater einer Tochter.